# Aarbergen
Aarbergen település Németországban, Hessen tartományban. Lakosainak száma 6334 fő (2023. december 31.). Aarbergen Hohenstein (Untertaunus) és Hünstetten községekkel határos.

## Népesség
A település népességének változása:
| Lakosok száma | 5947 | 6082 | 6151 | 6327 | 6374 | 6334 |
|               | 2014 | 2017 | 2019 | 2021 | 2022 | 2023 |